# Gainas
Gainas (görögösen Γαινᾶς; ? – 401 januárja) gót származású római hadvezér volt, aki sikertelenül próbálta meg megszerezni a befolyást Arcadius keletrómai császár felett.
Gainas 395-ben szerezte meg Konstantinápolyban a magister militum praesentalis (más források szerint magister utriusque militiae) azaz hadseregfőparancsnoki címet. Ebben az évben a nyugati birodalomfélben Honorius császárt valójában irányító Stilicho megegyezett Gainasszal, hogy kiüsse az Arcadiust kezében tartó Rufinust a nyeregből. Végül Gainas katonái gyilkolták meg a gyűlölt minisztert, azonban Stilicho nem szerezte meg az irányítást Konstantinápolyban: Arcadiust Rufinus halála után az eunuch Eutropius, Gainas és Aelia Eudoxia császárné kaparintotta a markába.
Arcadius új kegyence, Eutropius igyekezett visszaszorítani a hadseregben szolgáló germánok hatalmát és befolyását, mire 399-ben lázadás tört ki a gót Tribigild vezetésével Phrügia vidékén, nagy valószínűséggel Gainas felbujtására, aki ugyan felvonult ellenük, ám gyorsan kiegyezett velük. Eutropiust Aelia Eudoxia császárnő támogatásával száműzték, majd kivégezték, Arcadiust pedig meggyőzték arról, hogy békésen kezelje a lázadást. Trigbild ariánus hitű germán katonái ekkor áttelepültek Európába, méghozzá a fővárosba és környékére.
A következő évben Gainas megpróbálta megszerezni a császár személye feletti hatalmat, és megszállta a palotát, felgyújtásával fenyegetve. Nagy ellenfele, az arianizmus ellen tántoríthatatlanul kiálló pátriárka, Aranyszájú Szent János nagy szerepet játszott abban, hogy Konstantinápoly népe végül fegyvert ragadott, és július 12-én lemészárolta a városban állomásozó germánokat. A sikertelen puccskísérlet után Gainas Kis-Ázsiába, majd a Boszporuszon elszenvedett tengeri vereség után Trákiába menekült, ahol még az év folyamán hunok gyilkolták meg. Fellépése nyomán a Keletrómai Birodalomban a rövid időre germánellenes politikai vonal került hatalomra. A sereget átszervezték, és rövid időre kiszorították belőle a barbárokat. (Egyes újabb kutatások cáfolják a germánellenes és germánbarát pártok létét és az átszervezés megtörténtét.)